# 麗川駅
麗川駅（ヨチョンえき）は、大韓民国全羅南道麗水市麗川洞にある韓国鉄道公社（KORAIL）全羅線の駅。
麗水市域内、旧麗川市中心部の最寄り駅。全羅線は当駅から隣の麗水エキスポ駅まで単線である。

## 駅構造
- 島式ホーム2面4線の地上駅。

### のりば
| 1 | 全羅線 | 未使用 |                                     |
| 2 | 全羅線 | KTX    | 益山・天安・水原 · 龍山・ソウル方面 |
| 3 | 全羅線 | KTX    | 麗水エキスポ方面                    |
| 4 | 全羅線 | 未使用 |                                     |

## 駅周辺
- 麗水市庁
- 麗水税務署
- 麗水鳳渓洞郵便局

## 歴史
- 1930年12月25日 - 双鳳駅として麗水郡双鳳面（当時）仙源洞に開業。
- 1944年4月1日 - 廃止。
- 1947年2月1日 - 再開業。
- 1985年12月26日 - 麗川駅に改称。
- 2011年4月5日 -順天‐麗水間の複線電化に伴い、現在地に移転。

## 隣の駅
韓国鉄道公社
韓国高速鉄道（KTX）
順天駅 - 麗川駅 - 麗水エキスポ駅
全羅線
順天駅 - (星山駅) - (栗村駅) - (徳陽駅) - 麗川駅 - 麗水エキスポ駅